# 内田博幸
内田 博幸（うちだ ひろゆき、1970年7月26日 - ）は、日本中央競馬会 (JRA) の騎手。
福岡県三潴郡三潴町（現・久留米市）出身。妻は元フリーアナウンサーの鈴木文子。兄の内田秀一も佐賀、川崎に所属し通算527勝を挙げた元騎手で、元プロサッカー選手の内田智也は従弟にあたる。愛称は「ウチパク」。
地方競馬時代には大井競馬場の荒井隆厩舎に所属。2008年にJRAに移籍。移籍時から美浦トレーニングセンターの嶋田潤厩舎に所属し、2011年5月1日付けでフリーとなる。
地方時代の勝負服の柄は胴青・赤山形一文字・袖白（詳細は後述）。

## 来歴

### 騎手になるまで
父が体操選手だった影響もあり小学校低学年から体操教室に通う。一緒に通っていた兄が中学卒業時に教室を辞めたため一人で通うのは無理と判断し、同時に体操教室を辞める。進路を決める中学3年生になるも体操への道が諦めきれず逡巡するが、再開しても周囲とのレベル差があり過ぎることを理由に諦める。自宅の近所に2歳馬の馴致をする施設があり、手伝いを通じて競走馬に親しむ機会があった。
その後、当時佐賀競馬の騎手となっていた兄の秀一の縁で当時の佐賀のトップジョッキーであった的場信弘から大井競馬の調教師の松浦備を紹介されて上京、松浦の厩舎にて1年の修業のあと、地方競馬教養センター騎手課程で2年を過ごす。

### 大井所属時代
地方競馬にて

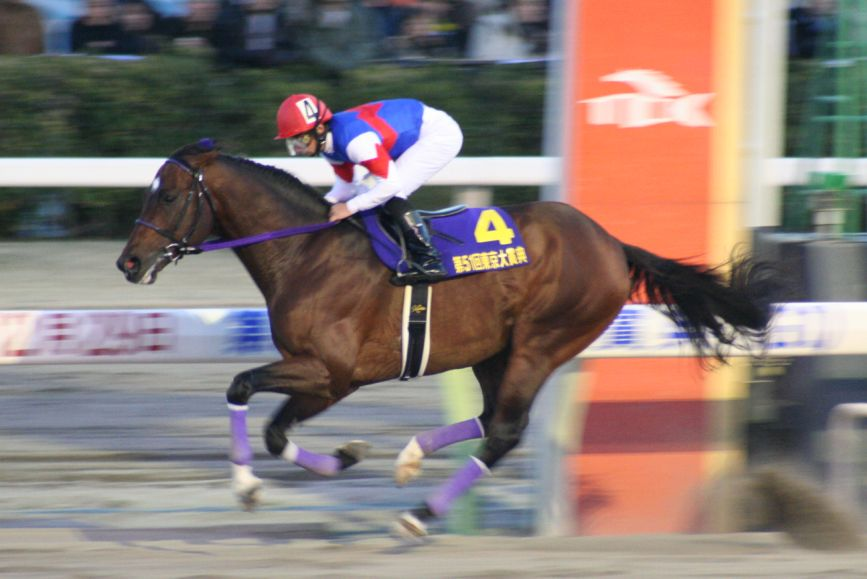
内田とアジュディミツオー

1989年4月6日にデビュー（ハツマドンナに騎乗、7着）。初勝利は同年5月7日に挙げる。当初は松浦備厩舎所属。初重賞勝利は1991年12月30日ドラールオウカンに騎乗したロジータ記念。
その後赤間清松厩舎へ移籍して赤間のもとで徹底的に鍛えられ、1990年代には「追える若手騎手」として南関東地区では知られる存在であったが、的場文男や石崎隆之をはじめとする南関東のトップジョッキーたちの中にあっては影が薄かった。また、自身の騎乗馬で重賞を勝つチャンスがありながら騎乗停止処分でレースに騎乗できなくなり、乗り替わった騎手に重賞を勝たれたこともあった。しかし2000年ごろから南関東リーディングの上位に進出するようになり、リーディングトレーナーである船橋・川島正行厩舎の主戦騎手として、2004年には385勝（ほか中央競馬28勝）を挙げ的場・石崎時代に終止符を打つ初の南関東リーディング獲得、同時に初の地方競馬全国リーディング獲得でNARグランプリ最優秀騎手賞受賞。
2005年には465勝（ほかに中央競馬で31勝）をあげ、2年連続の南関東リーディングジョッキーとなった。そのうえ、南関東地区の4競馬場（大井競馬場、川崎競馬場、船橋競馬場、浦和競馬場）ごとのリーディングをもすべて獲得している。同年には通算2000勝を達成し、名実ともに地方競馬を代表する現役騎手のひとりとなった。また、同年3月26日に開催されたドバイワールドカップにはアジュディミツオーとともに地方競馬からの初参戦を果たすが6着に終わった。
2006年にはアジュディミツオーとのコンビで南関東公営上半期の古馬統一GIを完全制覇。7月に入ると、12日にはジャパンダートダービーをフレンドシップで制覇、18日には南関東史上9人目、現役では4人目となる通算2500勝を達成した。10月には、佐々木竹見の不滅の金字塔と言われた3年連続400勝突破を達成。12月の全日本2歳優駿では、後に地方競馬所属として史上最高獲得賞金を収得することになるフリオーソでレースを制し、年間500勝を達成した。また、18日の浦和競馬第11競走でトーセンマンボに騎乗して勝利し、佐々木の持つ年間505勝の日本記録を塗り替え、最終的には524勝まで勝ち星をのばした。
2007年、9月5日に大井競馬場で史上16人目となる地方競馬通算3000勝を達成。2008年度のJRA騎手免許試験を受験することを宣言。
2008年、すでに中央競馬で2年連続20勝を達成していたため1次試験を免除され、2月上旬に行われた2次試験を受験して合格。3月1日付で日本中央競馬会所属騎手となった。地方競馬全国協会の騎手として最後の大井競馬場での騎乗となった2月22日には壮行会が行われ、地方競馬全国協会の騎手として最後の騎乗地となった川崎競馬場では2月27日に「内田博幸騎手を送る会」が行われた。地方競馬全国協会の騎手として最後の騎乗レースは同日のエンプレス杯となり（ラピッドオレンジに騎乗して6着）、中央移籍までに地方競馬通算17680戦3153勝の成績を残した。
中央競馬にて
中央競馬の初騎乗は1993年7月25日の新潟競馬4歳未勝利戦で、同日施行のBSNオープンでドラールオウカンへの騎乗に伴うもの、同じくドラールオウカンのオールカマーで中央競馬の重賞競走も初騎乗となる。また1995年には当時施行されていたヤングジョッキーズワールドチャンピオンシップにも参戦。以降も騎乗機会を確保できれば中央へ積極的に参戦する姿勢を見せており、重賞は2003年の共同通信杯をラントゥザフリーズで、2005年のニュージーランドトロフィーをマイネルハーティーで制している。2005年の朝日杯フューチュリティステークスではスーパーホーネットに騎乗して2着となった。
2006年、3月4日の中山競馬第11競走で同年より重賞となったオーシャンステークスを船橋競馬所属のネイティヴハートで16頭立ての14番人気という低評価を覆して勝利。さらには同年4月2日の中山競馬で、地方競馬所属騎手として初の12競走中6勝するという快挙を成し遂げ、8月20日の新潟競馬第7競走でアナナスに騎乗しJRA通算100勝を挙げた。9月30日にはJRA年間56勝を達成し、それまで安藤勝己が有していたJRA所属外騎手最多勝記録である55勝を更新した。この年はそれから5勝を追加してJRA年間勝利数を61まで伸ばし、中央競馬リーディング16位の成績を残した。年末には有馬記念にドリームパスポートで初参戦している（4着）。
2007年、2月18日のフェブラリーステークスで、船橋競馬所属のアジュディミツオーに騎乗し14着に敗れるが、同年5月6日のNHKマイルカップ (JpnI) ではピンクカメオに騎乗し、初めての中央競馬GI級競走を制覇した。

### 中央移籍後

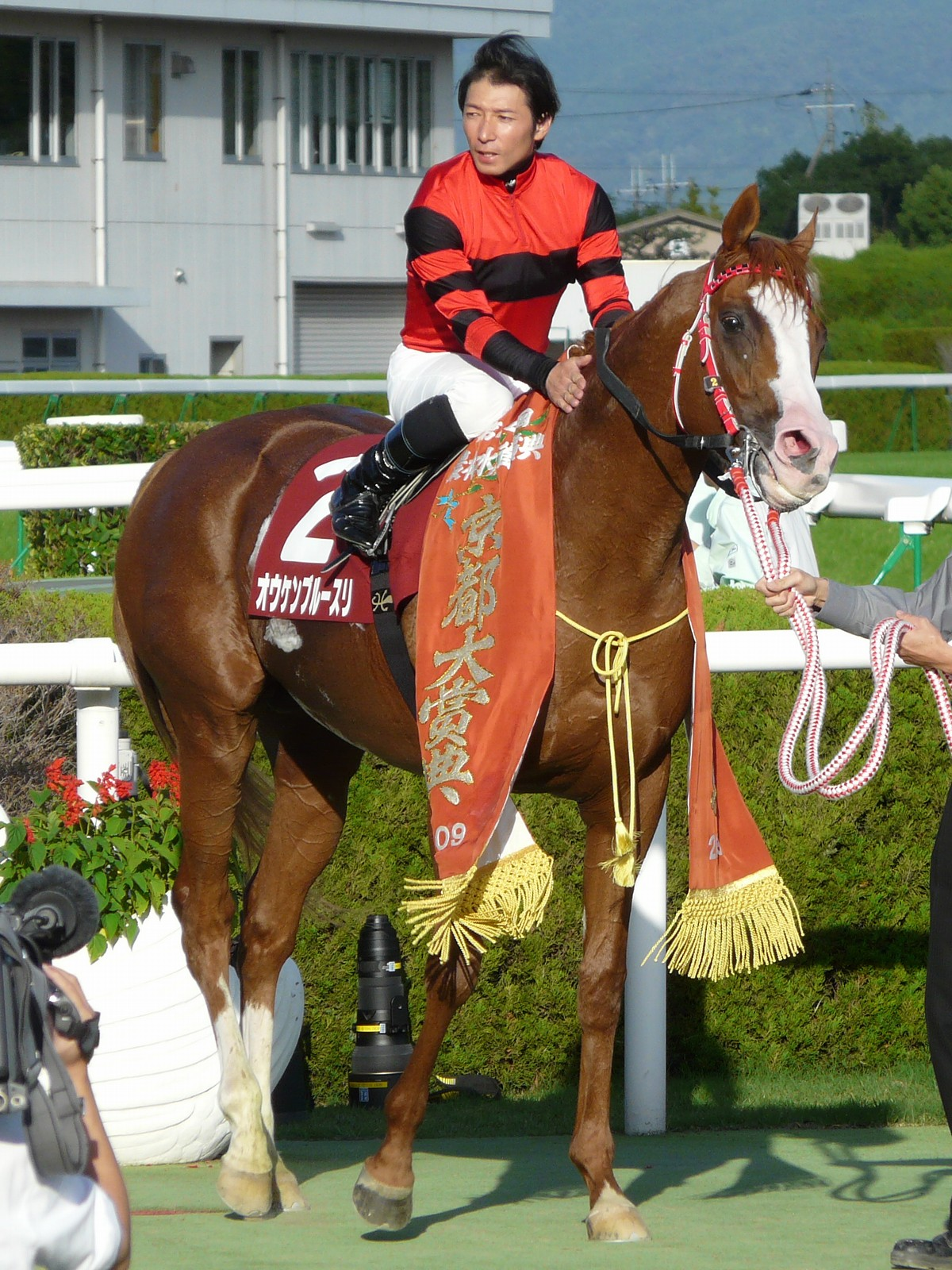
オウケンブルースリと（2009年10月11日

2008年3月1日付でJRAに移籍すると、その日の中山競馬第1競走をシャドウランズで制し、2006年の岩田康誠に次ぐ2人目の「地方競馬からの移籍後初騎乗初勝利」を挙げた。
3月5日に関東地方公営競馬協議会によって、交流競走などにより南関東公営競馬で騎乗する際には従来指定していた騎手服を使用することが可能と発表され、JRA移籍後も南関東公営競馬での騎乗の際には従来の騎手服を着用できることになった。翌3月6日には船橋競馬でJRA移籍後初めて古巣・南関東に参戦し、3勝を挙げた。
4月27日、レッドアゲートで第43回フローラステークスを制覇し、JRA所属騎手として初の重賞勝ちを収めた。つづく5月7日船橋競馬・東京湾カップでギャンブルオンミーに騎乗して勝利し、移籍後初の南関東公営の重賞制覇も達成した。
6月29日にエイシンデピュティで第49回宝塚記念を制覇し、JRA所属騎手として初の中央GI勝ちを収め、10月26日には第69回菊花賞をオウケンブルースリに騎乗して優勝しJRAのクラシック競走初制覇を達成、12月17日の第59回全日本2歳優駿に勝利。11月9日には自身初の中央競馬年間100勝を達成し、最終的には123勝を挙げ、関東騎手リーディング1位（全国リーディングは2位）となる。
2009年1月27日、川崎で行われた佐々木竹見カップ ジョッキーズグランプリに中央美浦所属騎手代表として出場し、初優勝。また、シャーガーカップに招待された。最終的に146勝を挙げ、中央競馬の総合リーディングジョッキーとなり、騎乗機会も975回のJRA新記録（当時）となった。
2010年も年明けの開催4日で8勝を挙げるなど好調をキープしていたが、1月11日の中山第4競走で9頭が巻き込まれる大規模な落馬事故（9頭落馬事故）に遭い、後続の馬に蹴られた際に左前腕部を骨折、治療のため休養に入る。2月21日に復帰。復帰初日はフェブラリーステークスのみに騎乗し、サクセスブロッケンで3着となっている。
5月30日、第77回東京優駿でエイシンフラッシュに騎乗して優勝、ダービージョッキーとなった。JRAの東京優駿と交流のジャパンダートダービー、南関東・大井の東京ダービーともに制した騎手としては史上初となる。8月14日、フランスのドーヴィル競馬場で行われた第3回エルメスカップに出場。12月8日、香港のハッピーバレー競馬場で行われたインターナショナルジョッキーズチャンピオンシップに出場（5位）。最終的には、中央のみの勝利数では118勝となり、横山典弘に1位を譲ったものの、中央と地方交流を合わせた勝利数では125勝となり、全国1位となるめずらしいケースとなった。よって、JRA賞最多勝利騎手は内田が受賞することとなった。
2011年2月、ドバイのメイダン競馬場で行われた2011メイダンマスターズに出場（7位）。2011年5月1日付けで嶋田潤厩舎所属からフリーになった。5月11日の大井競馬で落馬。頸椎歯突起骨折の重傷を負い、35勝に終わる。
2012年に入り1月28日の東京競馬で8か月ぶりに復帰。4月15日の皐月賞をゴールドシップで優勝。これにより内田はJRA牡馬クラシック三冠競走を全て制覇、また南関東公営牡馬三歳三冠競走（羽田盃、東京ダービー、ジャパンダートダービー（現・ジャパンダートクラシック））と合わせ、中央と南関東公営の3歳牡馬三冠競走全てを制覇したこととなる。8月には、12日に関屋記念を、14日にクラスターカップを、16日にブリーダーズゴールドカップをそれぞれ制し、同一週で重賞3勝を記録。これは福永祐一に次ぐ国内史上2人目で、地方競馬の重賞を含めた同一週重賞3勝は史上初である。
2016年10月8日の東京第10競走でゴールドシップの全弟トレジャーマップに騎乗し1着、JRA通算1000勝を達成した。
2018年2月18日、東京競馬場で16頭フルゲートで行われたフェブラリーステークスに出走したノンコノユメに騎乗し優勝。フェブラリーステークス制覇は2009年サクセスブロッケンで制して以来9年ぶり2度目。
2023年5月7日、東京競馬場で行われたNHKマイルカップにおいて9番人気のシャンパンカラーに騎乗し、最後直線はウンブライルの猛追をアタマ差振り切りゴール、2018年にノンコノユメでフェブラリーステークスを制覇して以来5年振りのG1制覇、NHKマイルカップ制覇は2007年のピンクカメオ以来16年ぶり2回目となった。
2025年2月5日、川崎競馬場で行われた報知オールスターカップでは、同日行われた中央・地方交流競走のエキストラ騎乗としてヒーローコールに騎乗し、1番人気のライトウォーリアを半馬身差振り切って逃げ切り勝ちを収めた。内田の南関東所属馬騎乗での重賞勝利は2010年4月21日・羽田盃（当時は南関東SI格付）でのシーズザゴールド以来で、JRA移籍後では3勝目となる。同年2月16日、東京1Rでジルクンに騎乗し史上20人目、現役では11人目となるJRA通算1万4000回騎乗を達成した。

## 騎乗成績
|            | 日付          | 競馬場・開催  | 競走名             | 馬名               | 頭数 | 人気 | 着順 |
| ---------- | ------------- | ------------- | ------------------ | ------------------ | ---- | ---- | ---- |
| 初騎乗     | 1993年7月25日 | 2回新潟4日2R  | 4歳未勝利          | ワカバトウショウ   | 16頭 | 6    | 5着  |
| 初勝利     | 2002年4月21日 | 3回東京2日1R  | 3歳未勝利          | イルラーゴ         | 14頭 | 4    | 1着  |
| 重賞初騎乗 | 1993年9月19日 | 4回中山4日11R | 産経賞オールカマー | ドラールオウカン   | 13頭 | 12   | 12着 |
| 重賞初勝利 | 2005年4月9日  | 3回中山5日11R | ニュージーランドT  | マイネルハーティー | 16頭 | 2    | 1着  |
| GI初騎乗   | 2004年2月22日 | 1回東京8日11R | フェブラリーS      | ハタノアドニス     | 16頭 | 15   | 14着 |
| GI初勝利   | 2007年5月6日  | 2回東京6日11R | NHKマイルカップ    | ピンクカメオ       | 18頭 | 17   | 1着  |

### JRA騎乗成績
| 年度   | 1着  | 2着  | 3着  | 騎乗数 | 勝率 | 連対率 | 複勝率 | 表彰歴                                                     |
| ------ | ---- | ---- | ---- | ------ | ---- | ------ | ------ | ---------------------------------------------------------- |
| 1993年 | 0    | 0    | 0    | 3      | .000 | .000   | .000   |                                                            |
| 1995年 | 0    | 0    | 2    | 7      | .000 | .000   | .286   |                                                            |
| 1996年 | 0    | 0    | 1    | 6      | .000 | .000   | .167   |                                                            |
| 2002年 | 2    | 2    | 1    | 32     | .063 | .125   | .156   |                                                            |
| 2003年 | 3    | 3    | 4    | 49     | .061 | .122   | .204   |                                                            |
| 2004年 | 11   | 14   | 14   | 197    | .056 | .127   | .198   | NARグランプリ（最優秀騎手賞）                              |
| 2005年 | 31   | 25   | 17   | 252    | .123 | .222   | .290   | NARグランプリ（最優秀騎手賞）                              |
| 2006年 | 61   | 42   | 47   | 442    | .138 | .233   | .339   | NARグランプリ（最優秀騎手賞）                              |
| 2007年 | 21   | 19   | 16   | 204    | .103 | .196   | .275   | NARグランプリ（最優秀騎手賞・特別賞）                      |
| 2008年 | 123  | 98   | 102  | 882    | .139 | .251   | .336   | 優秀騎手賞（勝利度数部門・勝率部門・賞金獲得部門）         |
| 2009年 | 146  | 103  | 108  | 975    | .150 | .255   | .336   | JRA賞（最多勝利騎手） 優秀騎手賞（勝率部門・賞金獲得部門） |
| 2010年 | 118  | 100  | 94   | 818    | .144 | .267   | .381   | JRA賞（最多勝利騎手） 優秀騎手賞（勝率部門・賞金獲得部門） |
| 2011年 | 35   | 31   | 43   | 334    | .105 | .198   | .326   | フェアプレー賞                                             |
| 2012年 | 116  | 83   | 94   | 786    | .148 | .253   | .373   | 優秀騎手賞（勝利度数部門・勝率部門・賞金獲得部門）         |
| 2013年 | 114  | 103  | 77   | 897    | .127 | .242   | .328   |                                                            |
| 2014年 | 67   | 62   | 65   | 709    | .094 | .182   | .274   |                                                            |
| 2015年 | 80   | 78   | 81   | 877    | .091 | .180   | .273   |                                                            |
| 2016年 | 89   | 76   | 62   | 917    | .097 | .180   | .248   |                                                            |
| 2017年 | 89   | 79   | 91   | 961    | .093 | .175   | .270   |                                                            |
| 2018年 | 71   | 74   | 68   | 896    | .079 | .162   | .219   |                                                            |
| 2019年 | 50   | 62   | 50   | 740    | .068 | .151   | .238   |                                                            |
| 2020年 | 30   | 36   | 37   | 664    | .045 | .099   | .155   |                                                            |
| 2021年 | 39   | 35   | 39   | 655    | .060 | .113   | .173   |                                                            |
| 2022年 | 22   | 39   | 35   | 592    | .037 | .103   | .162   |                                                            |
| 2023年 | 27   | 27   | 39   | 528    | .051 | .102   | .176   |                                                            |
| 中央   | 1345 | 1191 | 1187 | 13423  | .100 | .189   | .277   |                                                            |
| 地方   | 3153 | 2357 | 1850 | 17680  | .178 | .312   | .416   |                                                            |

## 主な重賞勝ち鞍
南関東競馬
- 東京大賞典：アジュディミツオー（2004、2005年）、サクセスブロッケン（2009年）、アポロケンタッキー（2016年）[42]
- かしわ記念：ストロングブラッド（2005年）、アジュディミツオー（2006年）
- 川崎記念：アジュディミツオー（2006年）
- 帝王賞：アジュディミツオー（2006年）
- ジャパンダートダービー：フレンドシップ（2006年）、クリソライト（2013年）
- 全日本2歳優駿：フリオーソ（2006年）、スーニ（2008年）
- JBCスプリント：タイセイレジェンド（2012年）
- エンプレス杯：ジーナフォンテン（2003年）、プルザトリガー（2005年）、トーセンジョウオー（2007年）
- マリーンカップ：トーセンジョウオー（2007年）
- 東京2歳優駿牝馬：ダガーズアラベスク（2005年）
- ダイオライト記念：ヴァーミリアン（2006年）、フサイチセブン（2010年）
- 日本テレビ盃：ナイキアディライト（2007年）、ソリタリーキング（2012年）、アポロケンタッキー（2017年）
- 東京盃：ハタノアドニス（2003年）、リミットレスビッド（2007年）、タイセイレジェンド（2013年）
- 東京スプリント：ゼンノパルテノン（2009年）、キタサンサジン（2017）
- 関東オークス：チャームアスリープ（2006年）、シンメイフジ（2010年）
- スパーキングレディーカップ：レマーズガール（2006年）
- クイーン賞：レッドクラウディア（2012年）
- 羽田盃：シーチャリオット（2005年）、シーズザゴールド（2010年）
- 東京ダービー：シーチャリオット（2005年）
- 桜花賞：チャームアスリープ（2006年）
- 京浜盃：サワライチバン（2006年）
- マイルグランプリ：コンサートボーイ（1996、1997年）、アジュディミツオー（2006年）
- 埼玉新聞杯：ナイキアディライト（2006年）
- 船橋記念：プライドキム（2007年）
- 報知グランプリカップ：プライドキム（2007年）
- 報知オールスターカップ：ヒーローコール（2025年）
- 東京記念：ドラールオウカン（1992年）、イナリコンコルド（2000年）、ルースリンド（2008年、2009年）
- 大井記念：イナリコンコルド（2000年）、エイシンチャンプ（2006年）

その他の地区
- JBCスプリント（川崎）：タイセイレジェンド（2012年）
- ブリーダーズゴールドカップ（門別）：シビルウォー（2012年）
- 兵庫ジュニアグランプリ（園田）：スーニ（2008年）
- クラスターカップ（盛岡）：タイセイレジェンド（2012年）
- 栗駒賞（水沢）：ハタノアドニス（2003年）
- 名古屋グランプリ（名古屋）：シビルウォー（2013年）
- 黒船賞（高知）：ブラゾンドゥリス（2017年）
- 白山大賞典（金沢）：グリム（2018年）

JRA
- NHKマイルカップ：ピンクカメオ（2007年）、シャンパンカラー（2023年）[43]
- 宝塚記念：エイシンデピュティ(2008年)、ゴールドシップ（2013年）
- 菊花賞：オウケンブルースリ（2008年）、ゴールドシップ（2012年）
- フェブラリーステークス：サクセスブロッケン（2009年）、ノンコノユメ（2018年）
- 東京優駿：エイシンフラッシュ（2010年）
- 皐月賞：ゴールドシップ（2012年）
- 有馬記念：ゴールドシップ（2012年）
- ヴィクトリアマイル：ヴィルシーナ（2013年、2014年）
- 共同通信杯：ラントゥザフリーズ（2003年）、ゴールドシップ（2012年）
- ニュージーランドトロフィー：マイネルハーティー（2005年）、エーシントップ（2013年）、ワイドファラオ（2019年）
- 根岸ステークス：リミットレスビッド（2006年）、ノンコノユメ（2018）
- オーシャンステークス：ネイティヴハート（2006年）
- フローラステークス：レッドアゲート（2008年）、ディアジーナ（2009年）、デニムアンドルビー（2013年）、シングウィズジョイ（2015年）[44]
- ラジオNIKKEI賞：レオマイスター（2008年）、バビット（2020年[45])
- クイーンカップ：ディアジーナ（2009年）
- 京成杯オータムハンデキャップ：ザレマ（2009年）
- 京都大賞典：オウケンブルースリ（2009年）
- アメリカジョッキークラブカップ：トーセンジョーダン（2011年）
- 七夕賞：アスカクリチャン（2012年）、クレッシェンドラヴ（2020年）
- クイーンカップ：ディアジーナ（2009年）
- 関屋記念：ドナウブルー（2012年）
- 神戸新聞杯：ゴールドシップ（2012年）
- スワンステークス：グランプリボス（2012年）
- ダイヤモンドステークス：アドマイヤラクティ（2013年）
- 弥生賞：カミノタサハラ（2013年）
- 阪神大賞典：ゴールドシップ（2013年）
- 目黒記念：ムスカテール（2013年）、ウインテンダネス（2018年）
- エルムステークス：フリートストリート（2013年）
- ローズステークス：デニムアンドルビー（2013年）
- 富士ステークス：ダノンシャーク（2013年）
- 京都牝馬ステークス：ケイアイエレガント（2015年[46]）
- 平安ステークス：インカンテーション（2015年）
- カペラステークス：キクノストーム（2015年）、ノボバカラ（2016年）
- テレビ東京杯青葉賞：ヴァンキッシュラン（2016年）
- ダービー卿チャレンジトロフィー：ロジチャリス（2017年）
- レパードステークス：グリム（2018）
- 福島記念：クレッシェンドラヴ（2019年）
- エプソムカップ：ダイワキャグニー（2020年）
- セントライト記念：バビット（2020年）

※太字はGI(JpnI)競走。

## テレビ出演
- スポーツ大陸（2009年12月21日、NHK）
- ジャンクSPORTS（2009フジテレビ）
- 武豊TV!II（2010年）
- バース・デイ（2012年2月11日、TBS）